# Leuculopsis bilineata
Leuculopsis bilineata är en fjärilsart som beskrevs av W. Warren 1904. Leuculopsis bilineata ingår i släktet Leuculopsis och familjen mätare. Inga underarter finns listade i Catalogue of Life.